# Enicospilus shinkanus
Enicospilus shinkanus là một loài tò vò trong họ Ichneumonidae.